# Liotipoma
Liotipoma is een geslacht van weekdieren uit de klasse van de Gastropoda (slakken).

## Soorten
- Liotipoma clausa McLean, 2012
- Liotipoma dimorpha McLean, 2012
- Liotipoma lifouensis McLean, 2012
- Liotipoma magna McLean, 2012
- Liotipoma mutabilis McLean, 2012
- Liotipoma solaris McLean, 2012
- Liotipoma splendida McLean, 2012
- Liotipoma wallisensis McLean & Kiel, 2007